# Tomàs de Llupià i de Llupià
Tomàs de Llupià i de Llupià (?-1580) fou un eclesiàstic català que ostentà la dignitat d'abat de Sant Pere de Rodes entre 1547 i 1569. El 1559 explotava mines de plata a Arles de Tec juntament amb el seu parent Galceran de Vallgornera i el professor de medicina de Perpinyà Joan Borràs. Tenia una castellania i un forn a Salses. Abans de 1570 va armar una galera de nom Lupiana, de la qual ell era el capità, i que embarrancà prop de Melilla. Un cop mort, la galera va ser heretada pel seu besnebot Gabriel de Llupià i més tard va ser comprada per la corona. La resta de l'herència la va rebre el seu nebot Lluís de Llupià i Xanxo, procurador reial.